# El Tiemblo
El Tiemblo és un municipi de la província d'Àvila, a la comunitat autònoma de Castella i Lleó. En el seu terme municipal hi ha el conjunt escultòric dels Toros de Guisando. Limita amb El Barraco, Cebreros, San Martín de Valdeiglesias, Casillas, Rozas de Puerto Real i Navahondilla.